# 厄扎尔主义
厄扎尔主义（土耳其语：Özalizm）是以前土耳其总理图尔古特·厄扎尔（1983—1989）命名的政治意识形态，主要内容是经济自由主义。

## 简介
厄扎尔主义也可以用来涵盖耶尔德勒姆·阿克布卢特和梅苏特·耶尔马兹随后的总理任期，部分延续了厄扎尔的经济观点。
撒切尔主义和里根主义对公共服务的理解在土耳其得到了回应。1980年9月12日军事政变后在该国举行的第一次大选中，在图尔古特·厄扎尔的领导下新成立的祖国党以大幅优势上台执政，直到1991年。在伊斯坦布尔和安卡拉之后，该运动的领导人厄扎尔做出了重要的改变，并开始了一个名为厄扎尔主义的新进程，他在土耳其实施了新的右翼政策。
厄扎尔同时掌权的80年代，是新右翼在全世界占据主导地位的时期。玛格丽特·撒切尔的声明“直到最后我都是厄扎尔政策的捍卫者”被认为是一个重要的声明，表明厄扎尔对政治的自由保守主义理解在外界受到赞赏，并强调了他具有超凡魅力和实用主义的身份。
厄扎尔和他的政党祖国党以厄扎尔主义的形式成为土耳其政治生活中新自由主义和新保守主义综合体的建筑师。厄扎尔主义指的是在土耳其实施结合了新自由主义和新保守主义元素的新右翼政策。这是土耳其首次表达描述被称为里根主义和撒切尔主义的政策和做法的观点。厄扎尔认为，根据自由化政策，国家应该是经济中的引导者而不是监管者，主体应该是企业家而不是国家。他试图通过他在卫生、教育、社会服务和社会保险领域实施的私有化政策将这些想法付诸实践。
基于自由市场秩序的经济结构改革计划在厄扎尔政府期间得到实施。土耳其的人均收入提升，成功地将土耳其从进口替代模式转变为出口导向型增长模式，土耳其经济向竞争开放。这一时期在安纳托利亚的许多省份和地区建立了有组织的工业区，安纳托利亚生产并转向直接出口。